# Tanyderus neptunus
Tanyderus neptunus är en tvåvingeart som först beskrevs av Edwards 1923.  Tanyderus neptunus ingår i släktet Tanyderus och familjen Tanyderidae. Inga underarter finns listade i Catalogue of Life.